# Gathemo
Gathemo est une commune française, située dans le département de la Manche en région Normandie, peuplée de 268 habitants.

## Géographie
La commune est aux confins du Bocage virois et de l'Avranchin.
Le bourg de Gathemo est au croisement de deux routes départementales : la D 55 (D 76 dans le Calvados limitrophe) qui relie Vire au nord à Juvigny-le-Tertre par Chérencé-le-Roussel au sud, et la D 39 qui mène à Saint-Pois à l'ouest et à Chaulieu à l'est. Les accès autoroutiers les plus proches sont les sorties 37 et 38 de l'A84 à Villedieu-les-Poêles, soit environ 25 km à l'ouest.
Le territoire occupe une crête qui sert de ligne de partage des eaux entre les bassins de la Vire au nord et de la Sée, occupant une moindre partie au sud-ouest, par l'un de ses premiers petits affluents. La Dathée prend sa source au nord-est du bourg et fait fonction de limite départementale au nord-ouest. Le nord-est de la commune est parcouru par des affluents de la Virène que la Dathée rejoint quelques centaines de mètres avant sa confluence avec la Vire à Saint-Germain-de-Tallevende, commune limitrophe dans le Calvados.
Le point culminant (367 m) se situe à l'est du bourg, près du lieu-dit la Séjannerie. Le point le plus bas (230 m) correspond à la sortie d'un affluent de la Virène du territoire, au nord-est.
Les principaux lieux-dits sont, du nord-ouest à l'ouest, dans le sens horaire : Nicorps, la Coverie Guibet, les Champs, la Charterie, les Passages, les Loges, la Blanfraiche, l'Angotière, la Vacherie de Bas, la Moinerie, la Vacherie de Haut, le Torchamp, la Bouchardière, la Goulaiserie, la Cour, la Jolière, la Grande Charpenterie, la Clémencerie, la Réardière, la Mière, la Bourdonnière, la Bidoisière, la Coverie Chancé, le Fresne, les Morlières de Bas, les Morlières de Haut, l'Aubrière de Bas, l'Aubrière de Haut, la Roche, le Presnier, la Béchellerie, la Séjannerie, la Chardière, les Costils, la Gogeardière, les Herberdières, l'Ardillé, la Chaussonnière, la Pihannière, les Vergers, l'Aisnière et la Vallée.
| Noues de Sienne (comm. dél. de Champ-du-Boult, Calvados) | Noues de Sienne (comm. dél. de Champ-du-Boult, Calvados), Vire Normandie (comm. dél. de Saint-Germain-de-Tallevende-la-Lande-Vaumont, Calvados) | Vire Normandie (comm. dél. de Saint-Germain-de-Tallevende-la-Lande-Vaumont, Calvados) |
| Saint-Michel-de-Montjoie                                 | Gathemo | Sourdeval (comm. dél. de Vengeons)                                                    |
| Perriers-en-Beauficel                                    | Beauficel | Beauficel                                                                             |

### Hydrographie
La commune est située dans le bassin Seine-Normandie. Elle est drainée par la Dathée, le cours d'eau 01 de la Ménardière, le cours d'eau 01 de la Chapelle Charpenterie, le cours d'eau 01 de la commune de Perriers en Beauficel, le cours d'eau 01 du Fresne, le cours d'eau 02 de la commune de Perriers-en-Beauficel, le fossé 01 de Beaumoncel, le fossé 01 des Guérets et divers autres petits cours d'eau,.
La Dathée, d'une longueur de 15 km, prend sa source dans la commune  et se jette  dans la Virène à Vire Normandie, après avoir traversé quatre communes. 

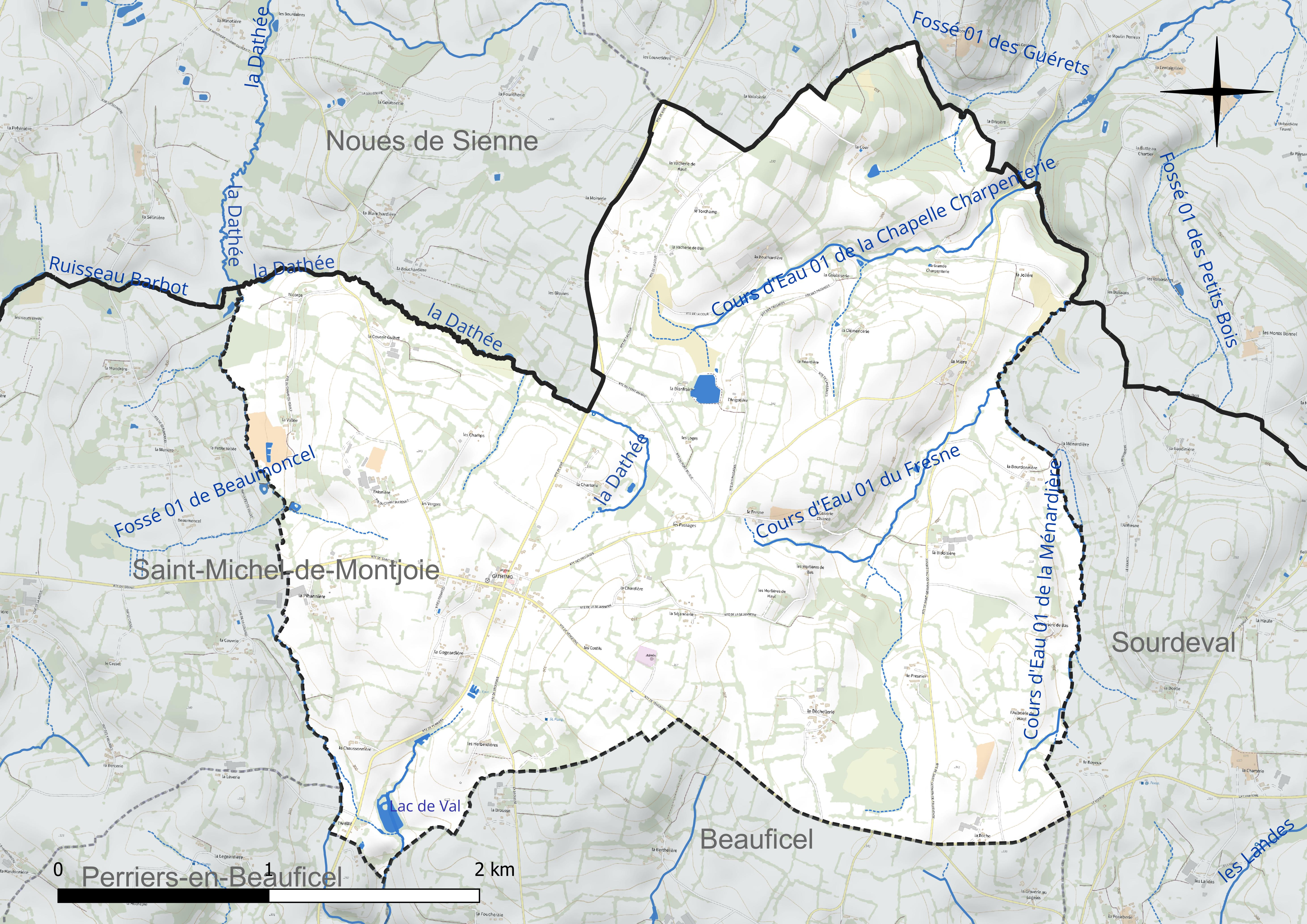
Réseau hydrographique de Gathemo.

Un plan d'eau complète le réseau hydrographique : le lac de Val (1,2 ha),.

### Climat
Pour des articles plus généraux, voir Climat de la Normandie et Climat de la Manche.
En 2010, le climat de la commune est de type climat océanique altéré, selon une étude du CNRS s'appuyant sur une série de données couvrant la période 1971-2000. En 2020, Météo-France publie une typologie des climats de la France métropolitaine dans laquelle la commune est exposée à un climat océanique et est dans la région climatique  Normandie (Cotentin, Orne), caractérisée par une pluviométrie relativement élevée (850 mm/a) et un été frais (15,5 °C) et venté. Parallèlement le GIEC normand, un groupe régional d’experts sur le climat, différencie quant à lui, dans une étude de 2020, trois grands types de climats pour la région Normandie, nuancés à une échelle plus fine par les facteurs géographiques locaux. La commune est, selon ce zonage, exposée à un « climat contrasté des collines », correspondant au Bocage normand, bien arrosé, voire très arrosé sur les reliefs les plus exposés au flux d’ouest, et frais en raison de l’altitude.
Pour la période 1971-2000, la température annuelle moyenne est de 9,9 °C, avec une amplitude thermique annuelle de 13,8 °C. Le cumul annuel moyen de précipitations est de 1 262 mm, avec 16 jours de précipitations en janvier et 10,4 jours en juillet. Pour la période 1991-2020, la température moyenne annuelle observée sur la station météorologique la plus proche, située sur la commune de Saint-Hilaire-du-Harcouët à 22 km à vol d'oiseau, est de 11,5 °C et le cumul annuel moyen de précipitations est de 929,5 mm,. Pour l'avenir, les paramètres climatiques de la commune estimés pour 2050 selon différents scénarios d’émission de gaz à effet de serre sont consultables sur un site dédié publié par Météo-France en novembre 2022.

## Urbanisme

### Typologie
Au 1er janvier 2024, Gathemo est catégorisée commune rurale à habitat très dispersé, selon la nouvelle grille communale de densité à sept niveaux définie par l'Insee en 2022.
Elle est située hors unité urbaine. Par ailleurs la commune fait partie de l'aire d'attraction de Vire Normandie, dont elle est une commune de la couronne,. Cette aire, qui regroupe 20 communes, est catégorisée dans les aires de moins de 50 000 habitants,.

### Occupation des sols
L'occupation des sols de la commune, telle qu'elle ressort de la base de données européenne d’occupation biophysique des sols Corine Land Cover (CLC), est marquée par l'importance des territoires agricoles (97,4 % en 2018), une proportion identique à celle de 1990 (97,4 %).
La répartition détaillée en 2018 est la suivante : prairies (79,4 %), zones agricoles hétérogènes (10,4 %), terres arables (7,5 %), forêts (2,6 %).
L'évolution de l’occupation des sols de la commune et de ses infrastructures peut être observée sur les différentes représentations cartographiques du territoire : la carte de Cassini (XVIIIe siècle), la carte d'état-major (1820-1866) et les cartes ou photos aériennes de l'IGN pour la période actuelle (1950 à aujourd'hui).

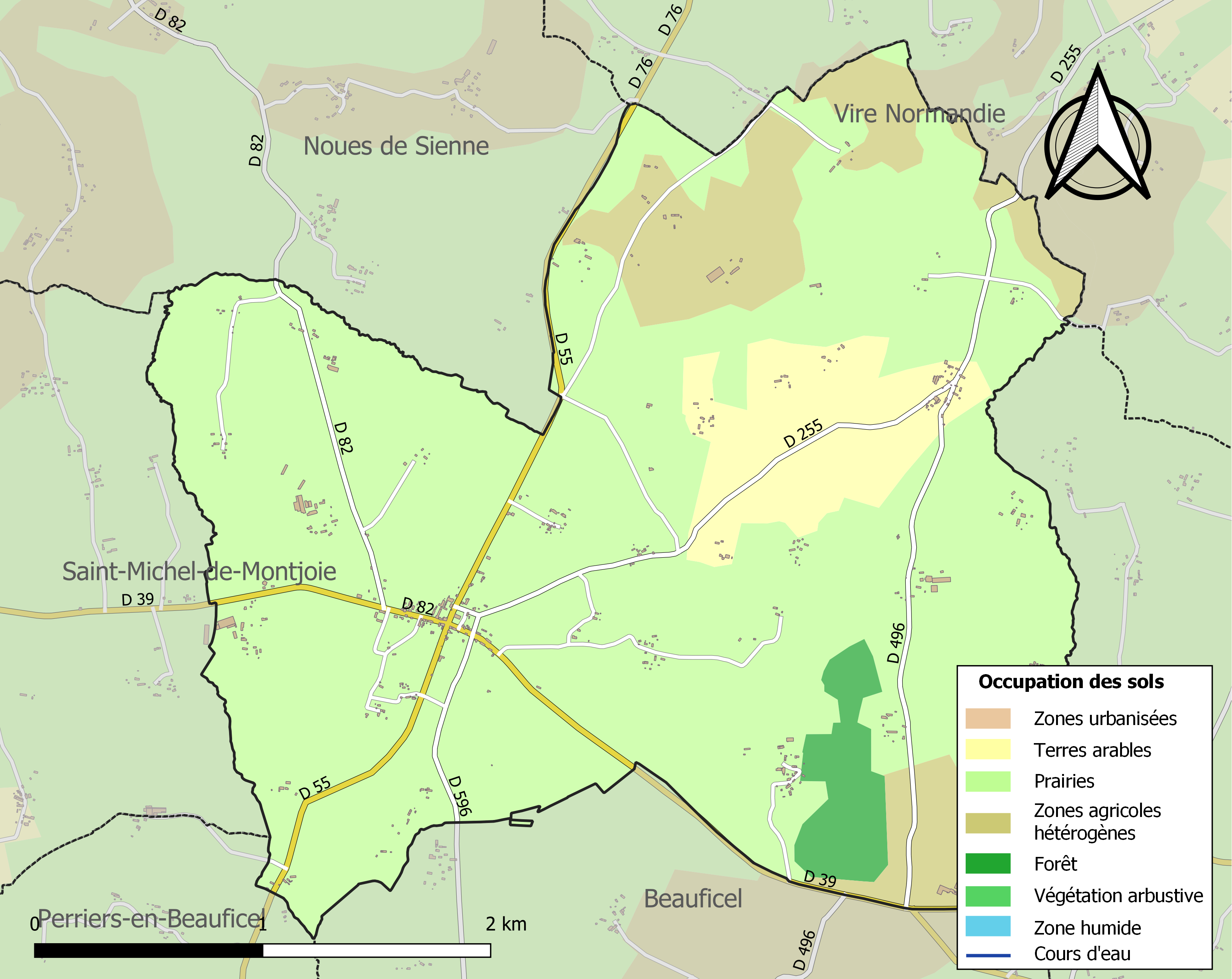
Carte des infrastructures et de l'occupation des sols de la commune en 2018 (CLC).

## Toponymie
Le nom de la localité est attesté sous les formes Gatemun en 1082, Gatemol en 1203, Gathemo en 1369 et en 1370.
Pour René Lepelley, l'origine du toponyme n'est pas éclaircie. Il existe dans la toponymie normande un élément gat(t)e d'importation tardive, issu de l'ancien scandinave gata « chemin, passage », et Munnr « bouche, ouverture »; au sens de « début du chemin », « bout de la route ».
Le gentilé est Gathemotin.

## Histoire
Le premier seigneur connu de Gathemo est un certain Jean de Malherbe qui vivait au XIIIe siècle.
En janvier 1800, après une ultime attaque de Frotté sur Vire avec 2 000 Chouans et son échec, il se replia sur Gathermo où les prisonniers républicains furent libérés.
Situé à un carrefour, le village a été presque entièrement détruit par les bombardements de la bataille de Normandie en 1944. Il a été libéré par la 28e division d'infanterie américaine.

## Politique et administration

### Tendances politiques et résultats
Candidats ou listes ayant obtenu plus 5 % des suffrages exprimés lors des dernières élections politiquement significatives :
- Européennes 2014[31] (51,18 % de votants) : FN (Marine Le Pen) 33,80 %, UMP (Jérôme Lavrilleux) 30,99 %, PS-PRG (Gilles Pargneaux) 9,86 %, EÉLV (Karima Delli) 8,45 %, DLR (Jean-Philippe Tanguy) 8,45 %, UDI - MoDem (Dominique Riquet) 7,04 %.
- Législatives 2012[32] :
  - 1er tour (71,50 % de votants) : Guénhaël Huet (UMP) 47,41 %, Gérard Sauré (PRG) 17,78 %, Marie-Françoise Kurdziel (FN) 13,33 %, Gérard Dieudonné (DVG) 6,67 %, Bernard Tréhet (MoDem) 6,67 %.
  - 2e tour (62,69 % de votants) : Guénhaël Huet (UMP) 65,52 %, Gérard Sauré (UMP) 34,48 %.
- Présidentielle 2012[33] :
  - 1er tour (86,53 % de votants) : Nicolas Sarkozy (UMP) 30,49 %, François Hollande (PS) 23,78 %, Marine Le Pen (FN) 21,95 %, Jean-Luc Mélenchon (FG) 9,76 %, François Bayrou (MoDem) 6,10 %.
  - 2e tour (84,97 % de votants) : Nicolas Sarkozy (UMP) 51,92 %, François Hollande (PS) 48,08 %.

### Administration municipale
| Période                                  | Période        | Identité          | Étiquette | Qualité     |
| ---------------------------------------- | -------------- | ----------------- | --------- | ----------- |
| (années 1920)                            |                | Duguépéroux       |           |             |
| 1929                                     | 1947           | Ernest Rivière    |           |             |
| 1947                                     | 1983           | Marcel Duval      |           |             |
| 1983                                     | 1995           | Michel Briard     |           |             |
| 1995                                     | 3 juillet 2020 | Patrick Giroult   | SE        | Agriculteur |
| 3 juillet 2020[réf. à confirmer]         | En cours       | Christelle Errard | SE        |             |
| Les données manquantes sont à compléter. |                |                   |           |             |

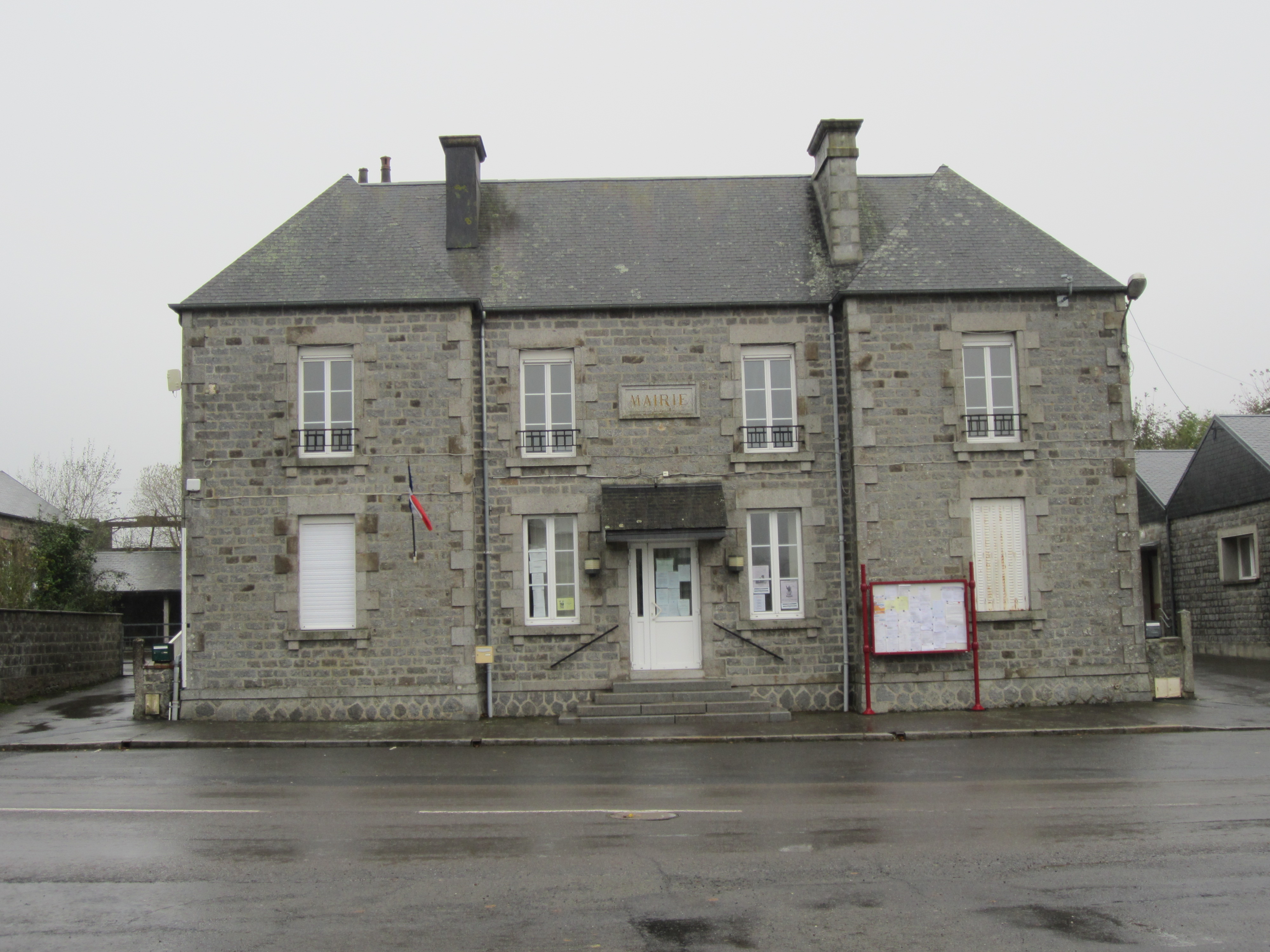
La mairie.

Le conseil municipal est composé de onze membres, dont le maire et trois adjoints.

## Population et société

### Démographie
L'évolution du nombre d'habitants est connue à travers les recensements de la population effectués dans la commune depuis 1793. Pour les communes de moins de 10 000 habitants, une enquête de recensement portant sur toute la population est réalisée tous les cinq ans, les populations de référence des années intermédiaires étant quant à elles estimées par interpolation ou extrapolation. Pour la commune, le premier recensement exhaustif entrant dans le cadre du nouveau dispositif a été réalisé en 2004.
En 2022, la commune comptait 268 habitants, en évolution de +11,67 % par rapport à 2016 (Manche : −0,31 %, France hors Mayotte : +2,11 %).
Gathemo a compté jusqu'à 910 habitants en 1841.
| 1793 | 1800 | 1806 | 1821 | 1831 | 1836 | 1841 | 1846 | 1851 |
| ---- | ---- | ---- | ---- | ---- | ---- | ---- | ---- | ---- |
| 850  | 740  | 862  | 820  | 876  | 884  | 910  | 881  | 870  |

| 1856 | 1861 | 1866 | 1872 | 1876 | 1881 | 1886 | 1891 | 1896 |
| ---- | ---- | ---- | ---- | ---- | ---- | ---- | ---- | ---- |
| 894  | 782  | 806  | 724  | 672  | 652  | 652  | 662  | 621  |

| 1901 | 1906 | 1911 | 1921 | 1926 | 1931 | 1936 | 1946 | 1954 |
| ---- | ---- | ---- | ---- | ---- | ---- | ---- | ---- | ---- |
| 659  | 607  | 555  | 503  | 529  | 506  | 570  | 465  | 485  |

| 1962 | 1968 | 1975 | 1982 | 1990 | 1999 | 2004 | 2006 | 2009 |
| ---- | ---- | ---- | ---- | ---- | ---- | ---- | ---- | ---- |
| 469  | 459  | 420  | 385  | 312  | 291  | 286  | 285  | 278  |

| 2014 | 2019 | 2022 | - | - | - | - | - | - |
| ---- | ---- | ---- | - | - | - | - | - | - |
| 245  | 254  | 268  | - | - | - | - | - | - |

## Économie
Des carrières de granit bleu y furent exploitées jusqu'en 1960.

## Culture locale et patrimoine

### Lieux et monuments
- Église Notre-Dame-de-la-Nativité, reconstruite en 1959 selon le plan des architectes Jacques de Marsac et Richard Druminy. Les vitraux sont l'œuvre de François Chapuis et l'autel en granit d'Alphonse Fautre. Un triptyque : Annonciation, Vierge de Pitié (vers 1961) est classé au titre objet aux monuments historiques depuis 2014[41].
- Tourbière du Pré-Maudit, zone naturelle d'intérêt écologique, faunistique et floristique[42].
- Vestiges du manoir de la Cour. Il fut la possession successive des familles Malherbe, puis Drudes de Campagnolles avec notamment Étienne-François Drudes de Campagnolles (1752-1824), garde du corps du roi, capitaine de cavalerie, colonel de la milice bourgeoise de Vire et de son épouse Marie Louise Henriette de Corday d'Arclais (1760-1832). Au début du XXe siècle, il servit de carrière de pierre[30].
- Dans le cimetière, tombeau de Marie Louise Henriette de Corday d'Arclais, lointaine parente de Charlotte Corday.

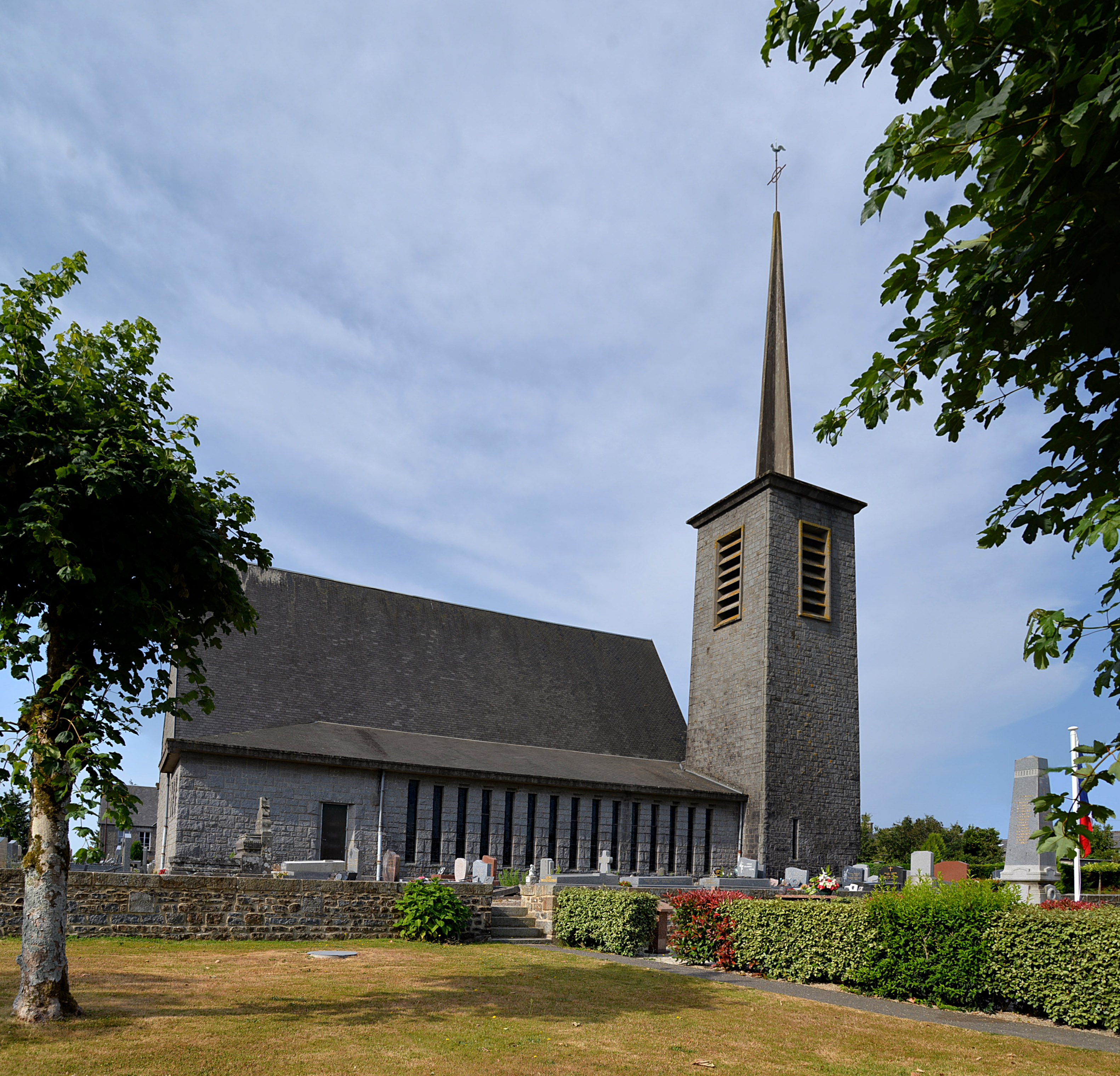
L'église de la Nativité-de-Notre-Dame.
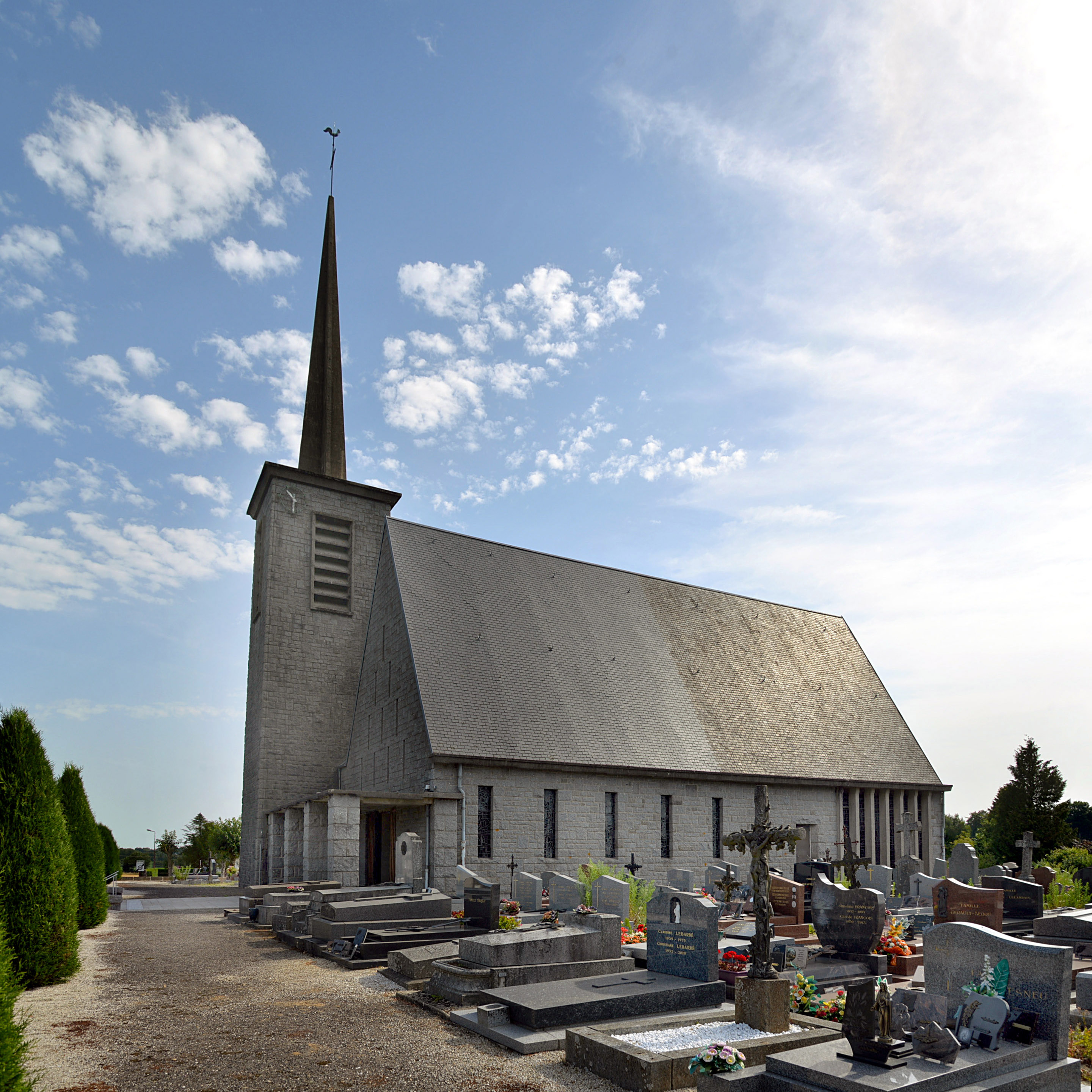
L'église de la Nativité-de-Notre-Dame.
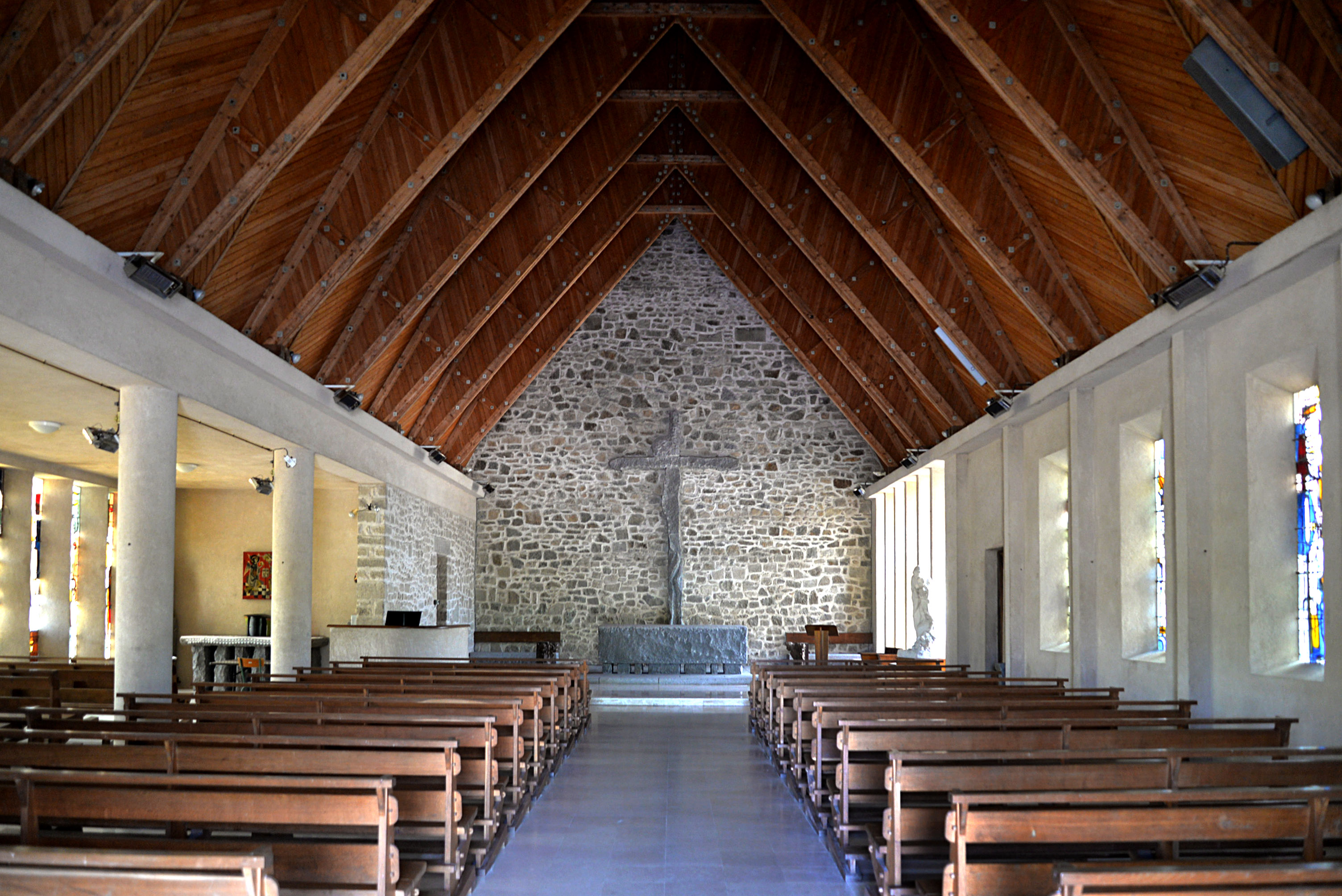
La nef de l'église de la Nativité-de-Notre-Dame.
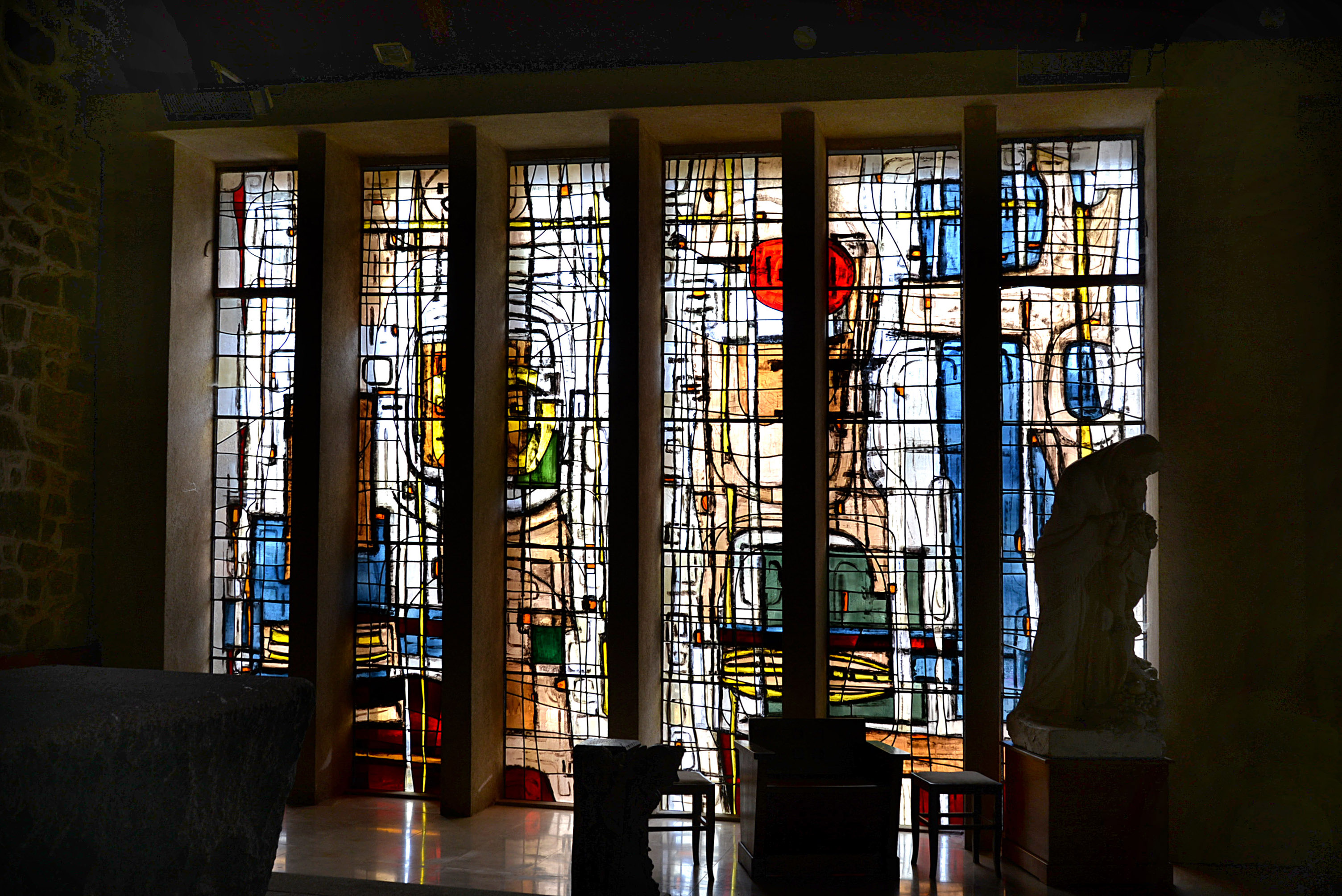
Vitrail sud de l'église de la Nativité-de-Notre-Dame.
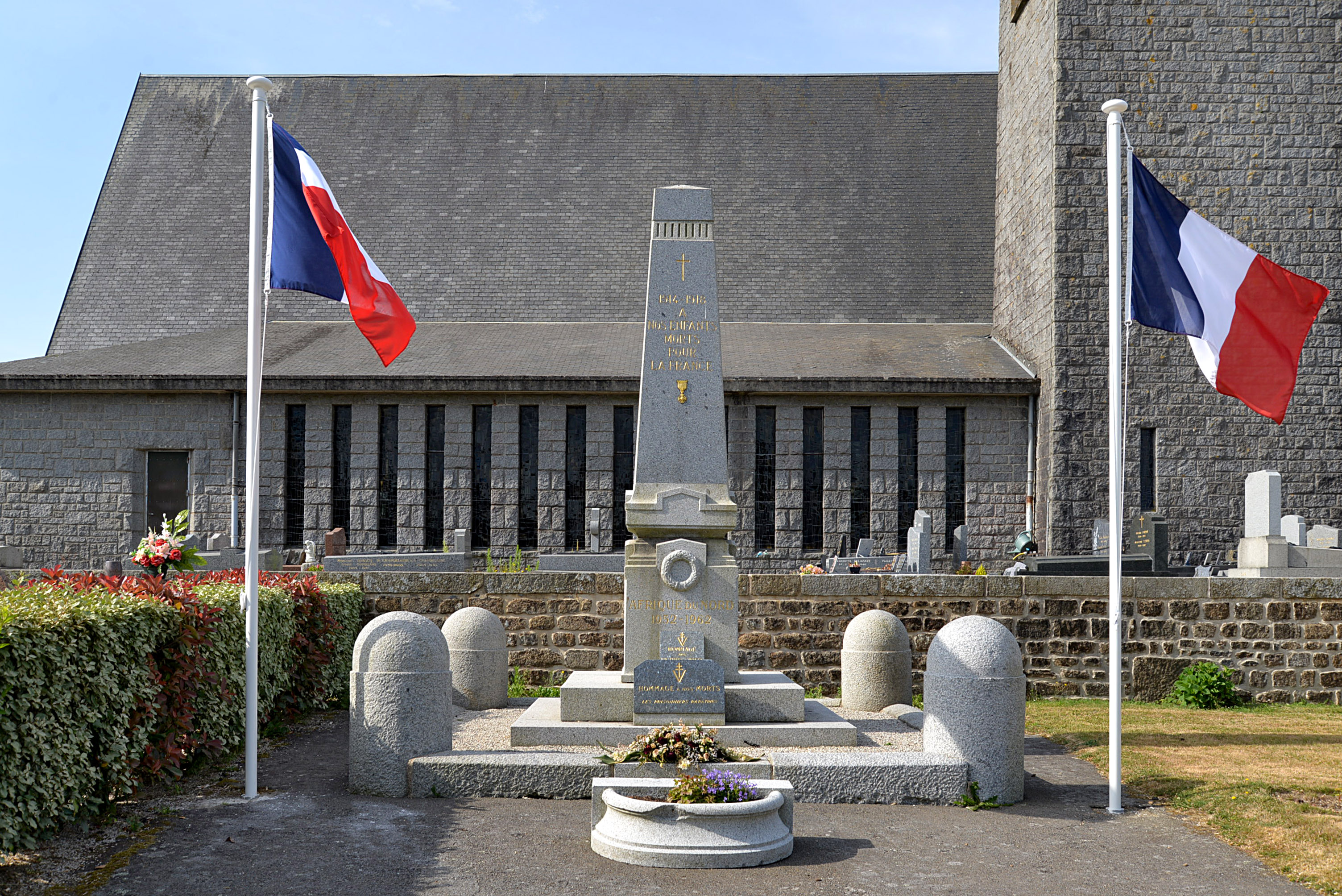
Le monument aux morts.

### Héraldique
| Blason de Gathemo | Blason  | Coupé : au 1er de gueules au léopard d'or armé et lampassé d'azur, au 2e de sinople à une quenouille d'or accostée de deux faucilles affrontées d'argent et emmanchées d'or ; et, brochant sur la partition, à la fasce ondée d'azur, bordée d'argent, chargée d'une aigle fondant de face d'argent, becquée et membrée d'or. |
| Blason de Gathemo | Détails | Le léopard d'or rappelle les armoiries de la Normandie. Créé par Jean-François Binon. Site Internet de la commune, 2024. |